# ラヴ・ミー・テンダー (エルヴィス・プレスリーの曲)
「ラヴ・ミー・テンダー」（Love Me Tender）は、エルヴィス・プレスリーが1956年に発表した楽曲。
ローリング・ストーンの選ぶオールタイム・グレイテスト・ソング500（2010年版）では444位にランクされている。

## 概要
原曲は19世紀アメリカ大衆歌謡の「オーラ・リー」。これにプレスリーらが新たに歌詞を載せたもので、プレスリーの初主演映画『やさしく愛して』(20世紀フォックス配給)の主題歌として制作された。なお当初の映画の題名は『The Reno Brothers』であったが後に曲名と同じ『Love Me Tender』に改題された。
録音は、1956年8月24日、ハリウッドにある、20世紀フォックスのスタジオ(ステージ1)にて録音。その後、シングル発売前の同年9月9日に、プレスリーが『エド・サリヴァン・ショー』に初出演した際にこの曲を披露したところ、RCAレコードには100万枚のオーダーが殺到したという。シングルのB面は「どっちみち俺のもの（Any Way You Want Me）」。
ビルボード誌のチャートでは、同年10月20日付から、5週連続1位を記録。
当初は、モノラル音源のみリリースされていたが、1990年代初めに、オリジナルのステレオ録音のテープが発見され、1995年1月に初めて、米BMGから、彼のコンピレーション・アルバムCD "Heart and Soul"に、そのステレオ音源が初めて収録され、その後日本では、同年8月16日に、BMGビクターから発売された彼のベスト盤CD「MEGA ELVIS」にて、初めて収録された。
尚、日本では、2018年7月から9月まで放送された日本テレビ系水曜ドラマ「高嶺の花」の主題歌として使用されたことがある。また、プレスリーが死去した1977年の第28回NHK紅白歌合戦において、佐良直美が「ラブ・ミー・テンダー〜ハウンド・ドッグ」のメドレーで歌唱した。

## カバー
リチャード・チェンバレン、パーシー・スレッジ、B.B.キング、ノラ・ジョーンズとアダム・レヴィー（映画『プリティ・プリンセス2/ロイヤル・ウェディング』サウンドトラック）、ミック・ロンソン、リンダ・ロンシュタット、ミーナほか多数のアーティストがカバーした。
日本では、RCサクセションが1988年にアルバム『COVERS』でこの曲をカバーした際に、日本語詞で反核・反原発的なメッセージを訴えたことで、アルバム自体の発売中止騒動にまで発展した。
ロックンロール・ミュージック/ヒデキ 1977年に発売された西城秀樹 のカバー・アルバム（LP）に収録。